# محو الأمية في الولايات المتحدة
ازداد محو الأمية في الولايات المتحدة بصورة عامة من خلال زيادة إمكانية الوصول إلى التعليم ورفع المعايير المهنية. تغير تعريف محو الأمية بشكل كبير، إذ أن القدرة على قراءة جملة بسيطة تكفي لمحو الأمية في العديد من الدول، وكانت المعيار السابق للولايات المتحدة. يشمل التعريف الحالي لمحو الأمية في البلاد، القدرة على استخدام المعلومات المطبوعة والمكتوبة للعمل في المجتمع، وتحقيق أهداف الفرد، وتطوير معرفة المرء وإمكانياته. تعمل وزارة التعليم الأمريكية على محو الأمية بين عموم السكان من خلال التقييم الوطني لمحو أمية الكبار. يحدد مسح التقييم الوطني لمحو أمية الكبار ثلاثة أنواع من معرفة القراءة والكتابة:
- قراءة النثر وكتابته: المعرفة والمهارات اللازمة لأداء مهام النثر (للبحث والفهم واستخدام النصوص المتتابعة). تشمل الأمثلة الافتتاحيات والقصص الإخبارية والكتيبات والمواد التعليمية.
- قراءة الوثائق وكتابتها: المعرفة والمهارات اللازمة لأداء مهام المستندات (للبحث والفهم واستخدام النصوص غير المتتابعة في تنسيقات مختلفة). تتضمن الأمثلة طلبات التوظيف ونماذج كشوف المرتبات وجداول النقل والخرائط والجداول وملصقات الأدوية أو المواد الغذائية.
- التعليم الكمّي: المعرفة والمهارات المطلوبة لأداء المهام الكمية (لتحديد العمليات الحسابية والقيام بها، إما على حدة أو بالتتابع، باستخدام الأرقام المضمنة في المواد المطبوعة). تشمل الأمثلة موازنة دفتر الشيكات، ومعرفة مقدار الإكرامية، واستكمال نموذج طلب أو تحديد مبلغ.

يمكن للمعلمين اختبار كل نوع من أنواع معرفة القراءة والكتابة. كانت الكفاءة الأدبية لحوالي 40 مليون بالغ في المستوى 1 (أدنى مستوى: فهم التعليمات الأساسية المكتوبة)، وفقًا لمسح عام 1992.
غالبًا ما تتطلب الوظائف الحديثة مستوى عالٍ من معرفة القراءة والكتابة لدى العمال، وجرت دراسة تدنيها لدى البالغين والمراهقين. يُنشر عدد من التقارير والدراسات سنويًا لرصد حالة الأمة، وتكون المبادرات لتحسين معدلات معرفة القراءة والكتابة مخصصات حكومية وتمويل خارجي.
يقدر المعهد الوطني لمحو الأمية أن 32 مليون أمريكي بالغ غير قادرين على القراءة، مما قد يساهم في البطالة المزمنة، وتدني تقدير الذات، وتدني جودة العمل المتاح.

## لمحة تاريخية
كان تعليم الأطفال القراءة في بدايات التاريخ الاستعماري للولايات المتحدة، مسؤولية الوالدين بغرض قراءة الكتاب المقدس، لكن قانون ماساتشوستس لعام 1642 وقانون كونيتيكت لعام 1650 اقتضيا ألا يقتصر الأمر على الأطفال فحسب، بل أيضًا على الخدم والمتمرنين. أُنشئت العديد من دور الحضانة والمدارس التحضيرية ورياض الأطفال لتعليم الأطفال رسميًا.
تزايدت القوانين والنماذج الفيدرالية التي تضمن تطوير مهارات الأطفال في القراءة والكتابة وتلقي التعليم طوال القرن العشرين. لوحظت زيادة في عدد المهاجرين في المدن بدءًا من العقد الأول من القرن الحادي والعشرين، إذ تحدث معظم أطفالهم لغات أخرى غير الإنكليزية، وبالتالي تخلفوا عن أقرانهم في القراءة. كان محو الأمية في المدارس الابتدائية محور الإصلاح التربوي منذ ذلك الوقت.
نشر المكتب القومي للأبحاث الاقتصادية مجموعة بيانات مع لمحة عامة عن تاريخ التعليم في الولايات المتحدة حتى القرنين العشرين والحادي والعشرين. وخلص المكتب إلى أن «التعليم الرسمي، وخاصة محو الأمية الأساسي، ضروري لديمقراطية جيدة الأداء، ويعزز المواطنة والمجتمع».
ارتفعت معدلات القراءة والكتابة في الولايات المتحدة نسبيًا خلال القرن التاسع عشر، مع كون نظام التعليم لامركزي في البلاد. حصلت زيادة ملحوظة في التحصيل العلمي للمواطنين الأمريكيين منذ ذلك الحين، لكن الدراسات أشارت أيضًا إلى انخفاض في أداء القراءة الذي بدأ خلال سبعينيات القرن العشرين.
على الرغم من قيام نظام تعليم الكبار ومحو الأمية في الولايات المتحدة، والتشريعات مثل قانون الفرص الاقتصادية لعام 1964 بتسليط الضوء على التعليم باعتباره قضية ذات أهمية وطنية، فإن الدفع من أجل مستويات عالية من محو الأمية الجماعية كان تطورًا حديثًا، إذ زادت التوقعات بمحو الأمية بشكل حاد خلال العقود الماضية. أصبحت معايير محو الأمية المعاصرة أكثر صعوبة من تلبية المعايير التاريخية، التي طُبقت فقط على النخبة. طُبقت برامج محو الأمية الجماهيري على جميع سكان الولايات المتحدة، نظرًا لانتشار التعليم العام وزيادة إمكانية الوصول إليه.
معرفة القراءة والكتابة لها أهمية خاصة في مرحلة المراهقة، إذ تتطلب الديناميكيات المتغيرة لسوق العمل الأمريكي مهارات ومعرفة أكبر للعمال المبتدئين. واجه الشباب غير الحاصلين على التعليم الثالثي الذين شملهم التقييم الوطني لمحو أمية الكبار لعام 2003، صعوبة في الحصول على وظائف مهنية. أشار تحليل متعدد المتغيرات إلى أن معدلات معرفة القراءة والكتابة المنخفضة والأدنى من الأساسيات كانت من سمات الأفراد غير الحاصلين على تعليم عالٍ، وقد أصبح تحسين محو الأمية الجماهيري والحفاظ عليه في المراحل المبكرة من التعليم، محور تركيز القادة وصانعي السياسات الأمريكيين.
كان الاهتمام بأداء الطلاب الأمريكيين مقارنةً بشباب الشعوب الأخرى في جميع أنحاء العالم كبيرًا، منذ نشر تقرير «الأمة في خطر» عام 1983. لوحظ أن المراهقين يمرون بمرحلة انتقالية حرجة خلال سنوات الدراسة الابتدائية والتي تعدهم لتعلم وتطبيق المعرفة على أفعالهم وسلوكهم في العالم الخارجي. تزايدت صرامة المؤسسات التعليمية لإعداد الطلاب للمهام الأكثر تعقيدًا التي يُتوقع أن يؤدوها، نظرًا لازدياد متطلبات سوق العمل. تعتبر معالجة أداء القراءة دون المستوى ومعدلات محو الأمية المنخفضة بين الشباب أمرًا مهمًا لتحقيق مستويات عالية من محو الأمية الجماهيري، بسبب تفاقم مسألة الأداء الأكاديمي دون المستوى.
يستمر الطلاب الذين يعانون في سن مبكرة في الكفاح طوال سنوات دراستهم لأنهم لا يمتلكون نفس الأساس من الفهم واتساع المعرفة للبناء عليها مثل أقرانهم، وغالبًا ما ينعكس ذلك إلى مستويات متدنية من الإلمام بالقراءة والكتابة وأقل من المتوسط في الصفوف اللاحقة وحتى مرحلة البلوغ.
تخضع مستويات محو الأمية للبالغين والمراهقين لمزيد من التدقيق في الولايات المتحدة، مع نشر عدد من التقارير والدراسات سنويًا لرصد حالة الأمة. اتخذت مبادرات تحسين معدلات محو الأمية شكل المخصصات الحكومية والتمويل الخارجي، والتي كانت القوى الدافعة وراء إصلاح التعليم الوطني من المدرسة الابتدائية إلى التعليم العالي.